# De Meester en Margarita (Schnittke)
De Meester en Margarita is een concertsuite die Alfred Schnittke onttrok aan zijn muziek voor de film gebaseerd op de roman met de gelijknamige titel van Michail Boelgakov. De film werd geregisseerd door Joeri Kara. De muziek voor de concertsuite lijkt een samenraapsel van stijlen, het polystilisme dat Schnittke ook in zijn niet-filmmuziek aanhing. Daarnaast heeft hij fragmenten uit andere composities gehaald, zoals het Volkslied van de Sovjet-Unie. Het deel bolero is schatplichtig aan de gelijknamige compositie van Maurice Ravel. Verloopt de compositie van Ravel haast rimpelloos naar een opzwepend eind; de versie van Schnittke komt hortend en stotend aan haar eind, zonder muzikale oplossing te vinden.

## Delen
1. Meester en Margarita I
2. Voland
3. Foxtrot
4. Tango
5. Treurmars
6. Bolero
7. Meester en Margarita II

## Bron en discografie
- Uitgave CPO; Rundfunk-Sinfonieorchester Berlin o.l.v. Frank Strobel